# Hälsingtuna landsfiskalsdistrikt
Hälsingtuna landsfiskalsdistrikt var 1918–1951 ett landsfiskalsdistrikt i Gävleborgs län, bildat när Sveriges indelning i landsfiskalsdistrikt trädde i kraft den 1 januari 1918, enligt beslut den 7 september 1917. När Sveriges nya indelning i landsfiskalsdistrikt trädde i kraft den 1 januari 1952 (enligt kungörelsen 1 juni 1951) upplöstes landsfiskalsdistriktet och Hälsingtuna och Rogsta kommuner införlivades i Forsa landsfiskalsdistrikt medan Idenors landskommun införlivades i Hudiksvalls stad.
Landsfiskalsdistriktet låg under länsstyrelsen i Gävleborgs län.

## Ingående områden
Distriktet bestod ursprungligen av kommunerna Hälsingtuna, Idenor och Ilsbo. När Sveriges nya indelning i landsfiskalsdistrikt trädde i kraft den 1 oktober 1941 (enligt kungörelsen den 28 juni 1941) överfördes Ilsbo landskommun från Hälsingtuna landsfiskalsdistrikt till Forsa landsfiskalsdistrikt. Samtidigt tillfördes Rogsta landskommun från det upphörda Harmångers landsfiskalsdistrikt. Regeringen anförde dessutom i kungörelsen att den ville i framtiden besluta om Hudiksvalls stads förenande med landsfiskalsdistriktet. I kungörelsen 20 december 1946 om rikets indelning i landsfiskalsdistrikt lade regeringen till att den framdeles ville besluta om sammanslagning av Hälsingtuna landsfiskalsdistrikt och Forsa landsfiskalsdistrikt och tog samtidigt bort formuleringen om framtida sammanslagning med Hudiksvalls stad.

### Från 1918
- Hälsingtuna landskommun
- Idenors landskommun
- Ilsbo landskommun

### Från 1 oktober 1941
- Hälsingtuna landskommun
- Idenors landskommun
- Rogsta landskommun